# Mangalsen
Mangalsen (Nepali मंगलसेन) ist eine Stadt (Munizipalität) im Westen Nepals im Distrikt Achham.
Die Stadt entstand 2014 durch Zusammenlegung der Village Development Committees Janalibandali, Jupu, Kuntibandali, Oligau und Mangalsen. Das Stadtgebiet umfasst 139,9 km².

## Einwohner
Bei der Volkszählung 2011 hatten die VDCs, aus welchen Mangalsen entstand, 23.150 Einwohner (davon 10.663 männlich) in 4747 Haushalten.